# الري مالك
الريّ مالك (1902 - 1983 في الأغواط، الجزائر) هو مغني موسيقى أندلسية، جزائري . اسمه الحقيقي محمد بن أحمد الجودي.

## حياته

### المولد والنشأة
من مواليد عام 1902هو شيخ الغناء الأندلسي محمد بن أحمد الجودي من عرش المغاربة. ويعرف بالراي مالك وهو لقب أطلقه عليه السلطان بن يوسف ملك المغرب.
ظهر ولوعه بالغناء منذ صغره، حيث نشأ في حلقات الذكر والسماع للطريقة الشاذلية ، وبعد اندماجه في العسكرية تعلم العزف على البوق والطنبور حيث أصبح تنبور- ماجور في الفرقة النحاسية العسكرية ولمدة 30 سنة تقريبا أقام فيها ببعض البلدان العربية واستطاع أن يكون لنفسه رصيدا كبيرا من التراث الغنائي العربي ففي سورية تتلمذ على الفنان الحلبي عبد القادر حجّار، وفي المغرب تتلمذ على شيوخ الغناء الأندلسي مثل الشيخ الغالي الأطرش، وعبد السلام الجن، وعبد السلام الخياطي، ولمتيري والشيخ الكتاني وتعلم عن الشيخ الطاهر المصري العزف على العود المشرقيّ و المقامات العربية وفي تونس اتّصل بالفنان خميس ترنان و فرقة الرشيدية وبتلمسان أخذ الطرب الأندلسي عن الشيخ المصطفى .وإلى جانب هذا كان يحفظ الملحون المغربي، والحوزيّ التلمسانيّ، والموشحات العربية، وقد أخذه من المنابعه الأصيلة، وشيوخه إضافة إلى براعته في العزف على العود والناي .
إنّ هذا التعدّد، والأصالة في مشارب التّراث الغنائيّ مكّنته من أن يصبح أحد أقطاب التراث الغنائيّ الأندلسيّ بمختلف مدارسه، مما أهّله أن يكون أحد نداماء الملك ابن يوسف، وابنه الملك محمد الخامس بالمغرب.
لقد كوّن فرقة موسيقية بمراكش في الثلاثينات، وسجل معها بصوته بعض الأسطوانات، كما أسّس بعد الاستقلال بالأغواط فرقة الأمل للغناء ، وفرقة بارود الأغواطي للرقص الشعبي .

## تلامذته
وتكوّن على يده فنانون مثل الفنان الميسوم والمطرب مقّاري سليمان، والفنان محبوباتي ومحمد المسقلدي (المغرب) وعازفون مثل مصطفى اسكندراني والمبروك عازف الناي وعليلو الدرابكي، وعازف العود الشهيد السايح العمري وسعد الباي عازف القانون، والمطرب طالبي أحميدة، وأحميدة مويدة عازف الكمنجة وقد بقي ثلة قليلة من تلاميذه بالأغواط يحافظون على بعض النوبات، والقصائد الأندلسية من الغرناطي، والمالوف، وأشهرهم الطاهر العمري ويوسف بورزق، وهم يرون أنّهم لم يأخذواْ عنه إلاّ غرفة من بحر.

## وفاته
لقد رحل الفنان الريّ مالك في يوم 27 سبتمبر 1983 وكانت آخر أمنيته أن يحجّ ولم تمهله المنية غير أن ابن أخته أحمد بن الصديق قام بحجة له .لقد خلف وراءه انطباعا جميلا لدى كلّ محبّي الفنّ الأصيل وجمهوره، ولاغرو أن ترك فراغا كبيرا لم يملأه أحد بعده بمدينة الأغواط.

## مواقع خارجية
- التعريف بفن الموسيقى الأندلسية ومناسبات
- عينة من الموسيقى الأندلسية